# Beverly Hills, 90210
Beverly Hills, 90210 – amerykański serial telewizyjny dla młodzieży; jeden z największych telewizyjnych hitów dla nastolatków. Producentem serialu był Aaron Spelling.
Serial przedstawiał szkolne, a następnie uniwersyteckie i domowe perypetie bliźniąt Brendy i Brandona Walshów (a także ich przyjaciół), którzy musieli opuścić rodzinną Minnesotę i przeprowadzić się do Kalifornii, gdzie w Beverly Hills ojciec otrzymał nową pracę. Tytuł 90210 pochodził od kodu pocztowego Beverly Hills.
Serial zyskał miano kultowego i niepowtarzalnego w swojej klasie. W swojej fabule poruszał tematy takie jak różnice statusu majątkowego i klas społecznych, gwałt, alkoholizm, uzależnienia, przemoc domowa, seks, antysemityzm, rasizm, samobójstwa, homoseksualizm, ciąża w młodym wieku czy AIDS.

## Emisja w Polsce
W Polsce serial w połowie lat 90. XX wieku, emitowała TVP. Jednak po wyemitowaniu niespełna pięciu sezonów emisja została przerwana pod koniec lata 1997.  6 października tego samego roku emisją zajęła się stacja TVN, która tuż po swoim starcie, pokazywała serial od poniedziałku do piątku po godzinie 17.00, ponownie od 1. sezonu. Po zakończeniu 4. serii, tvn podjął decyzję o kontynuacji serialu w paśmie wieczornym. Premierowe odcinki można było oglądać w środowe wieczory. W trakcie emisji Beverly Hills 90210, godziny i dni były kilkukrotnie zmieniane (pierwszy raz zmieniono porę w środę, 3 grudnia 1997). Ostatnie sezony można było oglądać w środy po godzinie 21.30. Po zakończeniu emisji dziesięciu serii i wyświetleniu ostatniego odcinka serial powrócił na antenę w godzinach popołudniowych. Polscy widzowie mogli śledzić losy paczki przyjaciół z Beverly Hills ponownie pięć razy w tygodniu, o godzinie 14.15. W połowie stycznia 2003 emisja została zakończona.
Tuż przed wakacjami w 2007, serial pojawił się na antenie TV4. Stacja wyemitowała zaledwie pierwsze dwa sezony serialu. W lutym 2008 roku serial powrócił na antenę Polsatu, który postawił na kampanię reklamową, zachęcając wszystkich do powrotu do Beverly Hills. Serial można było oglądać o godzinie 17:00, jednak nie przyciągnął tylu fanów, na ilu liczył Polsat. Emisję przesunięto na godzinę 10:30 (nieznacznie się ona zmieniała) i 29 sierpnia 2008, po wyemitowaniu wszystkich odcinków 5 serii, serial został zdjęty z anteny.
Od 20 października 2008 roku serial ponownie był emitowany na antenie TV4, ale od trzeciej serii. 4 marca 2009, po wyemitowaniu ostatniego odcinka 5. serii serialu, TV4 zaprzestało nadawania Beverly Hills, 90210. Od tamtej pory serial w Polsce nie był emitowany, aż do 25 lutego 2014 roku, kiedy to serial powrócił na antenę CBS Drama. W 2014 roku wyemitowano 3 pierwsze sezony, natomiast emisja czwartego rozpoczęła się 5 stycznia 2015 roku. Od 18 lutego 2015 nadawano sezon 5, od 3 kwietnia 2015 sezon 6, a od 19 maja 2015 roku sezon 7. Serial wielokrotnie powtarzano, jednak nigdy nie wyemitowano sezonów 8-10. Ostatnie powtórkowe wyświetlenie serialu nastąpiło 30 grudnia 2016 roku, gdyż stacja CBS Drama zakończyła swoją działalność z końcem 2016 roku.

## Lista odcinków
| Seria | Seria | Odcinki | Pierwsza emisja FOX | Pierwsza emisja FOX | Pierwsza emisja TVP1 (sezony 1-2)/ TVP2 (sezony 2-4)/ TVN (sezony 4-10) | Pierwsza emisja TVP1 (sezony 1-2)/ TVP2 (sezony 2-4)/ TVN (sezony 4-10) |
| Seria | Seria | Odcinki | Premiera            | Finał               | Premiera                                                                | Finał                                                                   |
| ----- | ----- | ------- | ------------------- | ------------------- | ----------------------------------------------------------------------- | ----------------------------------------------------------------------- |
|       | 1     | 22      | 4 października 1990 | 9 maja 1991         | 26 lutego 1994                                                          | 3 grudnia 1994                                                          |
|       | 2     | 28      | 11 lipca 1991       | 7 maja 1992         | 10 grudnia 1994                                                         | 3 listopada 1996                                                        |
|       | 3     | 30      | 15 lipca 1992       | 19 maja 1993        | 10 listopada 1996                                                       | 8 czerwca 1997                                                          |
|       | 4     | 32      | 8 września 1993     | 25 maja 1994        | 15 czerwca 1997                                                         | 19 marca 1998                                                           |
|       | 5     | 32      | 7 września 1994     | 24 maja 1995        | 20 marca 1998                                                           | 1 maja 1998                                                             |
|       | 6     | 32      | 13 września 1995    | 22 maja 1996        | 3 kwietnia 2002                                                         | 21 maja 2002                                                            |
|       | 7     | 32      | 21 sierpnia 1996    | 21 maja 1997        | 22 maja 2002                                                            | 6 września 2002                                                         |
|       | 8     | 32      | 10 września 1997    | 20 maja 1998        | 9 września 2002                                                         | 22 października 2002                                                    |
|       | 9     | 26      | 16 września 1998    | 19 maja 1999        | 23 października 2002                                                    | 3 grudnia 2002                                                          |
|       | 10    | 27      | 8 września 1999     | 17 maja 2000        | 4 grudnia 2002                                                          | 17 stycznia 2003                                                        |

## Obsada

### Główna obsada
| Aktor               | Postać           | Odcinki | Sezony       | Sezony       | Sezony       | Sezony       | Sezony       | Sezony    | Sezony    | Sezony       | Sezony           | Sezony           |
| Aktor               | Postać           | Odcinki | 1            | 2            | 3            | 4            | 5            | 6         | 7         | 8            | 9                | 10               |
| ------------------- | ---------------- | ------- | ------------ | ------------ | ------------ | ------------ | ------------ | --------- | --------- | ------------ | ---------------- | ---------------- |
| Jason Priestley     | Brandon Walsh    | 243     | Główna       | Główna       | Główna       | Główna       | Główna       | Główna    | Główna    | Główna       | Główna           | Gościnnie        |
| Shannen Doherty     | Brenda Walsh     | 112     | Główna       | Główna       | Główna       | Główna       |              |           |           |              |                  |                  |
| Jennie Garth        | Kelly Taylor     | 290     | Główna       | Główna       | Główna       | Główna       | Główna       | Główna    | Główna    | Główna       | Główna           | Główna           |
| Ian Ziering         | Steve Sanders    | 290     | Główna       | Główna       | Główna       | Główna       | Główna       | Główna    | Główna    | Główna       | Główna           | Główna           |
| Gabrielle Carteris  | Andrea Zuckerman | 142     | Główna       | Główna       | Główna       | Główna       | Główna       | Gościnnie |           | Gościnnie    |                  | Gościnnie        |
| Luke Perry          | Dylan McKay      | 195     | Główna       | Główna       | Główna       | Główna       | Główna       | Główna    |           |              | Specjalny udział | Specjalny udział |
| Brian Austin Green  | David Silver     | 289     | Główna       | Główna       | Główna       | Główna       | Główna       | Główna    | Główna    | Główna       | Główna           | Główna           |
| Douglas Emerson     | Scott Scanlon    | 18      | Główna       | Drugoplanowa |              |              |              |           |           |              |                  |                  |
| Tori Spelling       | Donna Martin     | 291     | Główna       | Główna       | Główna       | Główna       | Główna       | Główna    | Główna    | Główna       | Główna           | Główna           |
| Carol Potter        | Cindy Walsh      | 145     | Główna       | Główna       | Główna       | Główna       | Główna       | Gościnnie |           | Gościnnie    |                  |                  |
| James Eckhouse      | Jim Walsh        | 142     | Główna       | Główna       | Główna       | Główna       | Główna       |           | Gościnnie | Gościnnie    |                  |                  |
| Mark Damon Espinoza | Jesse Vasquez    | 48      |              |              |              | Drugoplanowa | Główna       |           |           |              |                  |                  |
| Tiffani Thiessen    | Valerie Malone   | 136     |              |              |              |              | Główna       | Główna    | Główna    | Główna       | Główna           | Gościnnie        |
| Joe E. Tata         | Nat Bussichio    | 235     | Drugoplanowa | Drugoplanowa | Drugoplanowa | Drugoplanowa | Drugoplanowa | Główna    | Główna    | Główna       | Główna           | Główna           |
| Jamie Walters       | Ray Pruit        | 40      |              |              |              |              | Drugoplanowa | Główna    | Gościnnie |              |                  |                  |
| Kathleen Robertson  | Claire Arnold    | 100     |              |              |              | Drugoplanowa | Drugoplanowa | Główna    | Główna    |              |                  |                  |
| Hilary Swank        | Carly Reynolds   | 16      |              |              |              |              |              |           |           | Główna       |                  |                  |
| Vincent Young       | Noah Hunter      | 84      |              |              |              |              |              |           |           | Główna       | Główna           | Główna           |
| Lindsay Price       | Janet Sosna      | 71      |              |              |              |              |              |           |           | Drugoplanowa | Główna           | Główna           |
| Daniel Cosgrove     | Matt Durning     | 50      |              |              |              |              |              |           |           |              | Główna           | Główna           |
| Vanessa Marcil      | Gina Kincaid     | 37      |              |              |              |              |              |           |           |              | Główna           | Główna           |

### W pozostałych rolach
- Matthew Laurance – Mel Silver (sezony 1-10)
- Ann Gillespie – Jackie Taylor (sezony 1-10)
- Caroline McWilliams – Lu Ann Pruit (sezony 5-6)
- Christine Elise – Emily Valentine (sezony 2-4)
- Nicholas Pryor – Milton Arnold (sezony 4-7)
- Denise Dowse – Yvonne Teasley (sezony 1-6, 10)
- Michael Durrell – John Martin (sezony 3-10)
- Randy Spelling – Ryan Sanders (sezony 3-10)
- Josh Taylor – Jack McKay (sezony 2-8, 10)
- Greg Vaughan – Cliff Yeager (sezony 6-7)
- Casper Van Dien – Griffin Stone (sezony 4-5)
- Jed Allan – Rush Sanders (sezony 4-9)
- Stephanie Beacham – Iris McKay (sezony 2-8)
- Christine Belford – Samantha Sanders (sezony 2-8)
- Katherine Cannon – Felice Martin (sezony 1-10)

W epizodach wystąpili m.in.: Ray Wise, Jessica Alba, Dom DeLuise, Matthew Perry, Lucy Liu, Eva Longoria, Denise Richards, Sharon Lawrence oraz artyści i celebryci jako oni sami lub w rolach cameo: Christina Aguilera, Debbie Gibson, Dick Dale, Aaron Spelling, Darren Star, Dyan Cannon, Brian McKnight, Beth Hart, Burt Reynolds, Luther Vandross, Donna Lewis, Brian Setzer, Babyface, Roger Corman, Rosie O’Donnell, Tai Babilonia, Tamia, a także modelki Playboya: Carrie Stevens, Heidi Mark, Vanessa Gleason, Angel Boris, Nikki Ziering, Brande Roderick oraz zespoły muzyczne: The Cardigans, Goo Goo Dolls, The Flaming Lips, The Cramps, Collective Soul, Powerman 5000, Maroon 5, Color Me Badd i The Corrs.

## Wydania DVD
| Seria | Seria  | Liczba odcinków | Lata emisji | Region 1          | Region 2          | Region 4            | Liczba płyt |
| ----- | ------ | --------------- | ----------- | ----------------- | ----------------- | ------------------- | ----------- |
|       | 1      | 22              | 1990-1991   | 7 listopada 2006  | 15 listopada 2006 | 1 listopada 2006    | 6           |
|       | 2      | 28              | 1991-1992   | 1 maja 2007       | 27 lipca 2007     | 1 maja 2007         | 8           |
|       | 3      | 30              | 1992-1993   | 11 grudnia 2007   | 24 marca 2008     | 6 grudnia 2007      | 8           |
|       | 4      | 32              | 1993-1994   | 29 kwietnia 2008  | 1 września 2008   | 5 czerwca 2008      | 8           |
|       | 5      | 32              | 1994-1995   | 29 lipca 2008     | 9 lutego 2009     | 2 października 2008 | 8           |
|       | 6      | 32              | 1995-1996   | 25 listopada 2008 | 21 maja 2009      | 2 kwietnia 2009     | 7           |
|       | 7      | 32              | 1996-1997   | 7 kwietnia 2009   | 14 września 2009  | 1 października 2009 | 7           |
|       | 8      | 32              | 1997-1998   | 24 listopada 2009 | 22 marca 2010     | 6 maja 2010         | 7           |
|       | 9      | 26              | 1998-1999   | 2 lutego 2010     | 21 czerwca 2010   | 1 lipca 2010        | 6           |
|       | 10     | 27              | 1999-2000   | 2 listopada 2010  | 30 sierpnia 2010  | 16 września 2010    | 6           |
|       |        |                 |             |                   |                   |                     |             |
|       | Całość | 293             | 1990-2000   | 2 listopada 2010  | brak danych       | brak danych         | 71          |

## Kontynuacje

### Melrose Place
Jest to pierwszy spinn-off serialu Beverly Hills, 90210, w  którym Grant Show kontynuuje losy swojego bohatera, który to gościnnie wystąpił w Beverly Hills, 90210 jako Jake Hanson – miłość Kelly Taylor i przyjaciel Dylana (koniec drugiego sezonu BH 90210). Jennie Garth, Brian Austin Green i Ian Ziering występują w 3 pierwszych odcinkach serialu Melrose Place, a Tori Spelling tylko w dwóch. Serial opowiada o losach przyjaciół żyjących w West Hollywood, którzy są starsi o pokolenie od przyjaciół z Beverly Hills.

### Agencja modelek (Models Inc.)
Jest to bezpośredni spin-off serialu Melrose Place. Opowiada on o osobistych i zawodowych przeżyciach kilku młodych modelek w West Hollywood, gdzie matka Amandy Woodward z Melrose Place ma tytułową agencję. W serialu ukazane zostały m.in. losy postaci: Hillary Michaels i modelki Sarah Owens, które wystąpiły w wielu odcinkach Merlose Place. Oprócz tego w serialu powraca postać Jake Hanson'a (Grant Show), która była obecna w poprzednich serialach (Melrose Place i Beverly Hills, 90210).
W Polsce serial emitowany był na kanale TVN pod tytułem Modelki oraz przez stację CBS Drama od 5 czerwca 2014 roku pod tytułem Agencja modelek.

### 90210
Jest to kontynuacja serialu Beverly Hills, 90210. Serial opiera się na rodzinie Wilsonów, która przyjechała z Kansas do Beverly Hills, gdzie babcia dzieci cierpiała z powodu uzależnienia od alkoholu, a ojciec dostał nową ofertę pracy. W serialu występują starzy i dobrze znani bohaterowie z Beverly Hills, 90210: Jennie Garth (Kelly Taylor), Shannen Doherty (Brenda Walsh), Tori Spelling (Donna Martin) i Joe E. Tata (Nat Bushino).
Serial doczekał się 5 sezonów, z czego w Polsce wyemitowano tylko 4.

### Melrose Place(2009)
Jest to kontynuacja serialu Melrose Place z 1992 roku. Serial jest zaktualizowaną wersją Melrose Place z 1992 roku. Przedstawia życie młodych i dorosłych osób żyjących w West Hollywood, w dobrze znanej widzom kamienicy.
Producenci Todd Slavkin i Darren Swimmer napisali scenariusz do pilotowego odcinka i zostali producentami wykonawczymi serialu. Serial nie znalazł sympatyków, dlatego powstał tylko jeden sezon. 20 maja 2010 roku został odwołany z produkcji.

## Nagrody i nominacje
| Rok  | Nagroda                            | Status    | Kategoria                                                                             | Aktor(ka) |
| ---- | ---------------------------------- | --------- | ------------------------------------------------------------------------------------- | --- |
| 1991 | Nagroda Młodych Artystów           | Nominacja | Najlepsza Nowa Rodzina Telewizyjna Serialu Komediowego                                | – |
| 1991 | Nagroda Młodych Artystów           | Wygrana   | Najlepszy Młody Aktor Ponownie Występujący w serialu TV                               | Douglas Emerson |
| 1991 | Nagroda Młodych Artystów           | Nominacja | Najlepszy Młody Aktor Ponownie Występujący w serialu TV                               | Brian Austin Green |
| 1991 | Nagroda Młodych Artystów           | Nominacja | Najlepsza Młoda Aktorka Ponownie Występujący w serialu TV                             | Jennie Garth |
| 1991 | Nagroda Młodych Artystów           | Nominacja | Najlepsza Młoda Aktorka Występująca w Nowym Serialu Telewizyjnym                      | Shannen Doherty |
| 1992 | Nagroda Młodych Artystów           | Wygrana   | Wybitnie Młoda Obsada Serialu Telewizyjnego                                           | – |
| 1992 | Nagroda Młodych Artystów           | Nominacja | Najlepsza Młoda Aktorka występująca w Serialu Telewizyjnym                            | Shannen Doherty |
| 1992 | Nagroda Młodych Artystów           | Wygrana   | Najlepszy Młody Aktor występujący w głównej obsadzie serialu telewizyjnego            | Brian Austin Green |
| 1992 | Nagroda Młodych Artystów           | Wygrana   | Najlepsza Młoda Aktorka występująca w głównej obsadzie serialu telewizyjnego          | Jennie Garth |
| 1992 | Nagroda Młodych Artystów           | Nominacja | Najlepsza Młoda Aktorka występująca w głównej obsadzie serialu telewizyjnego          | Tori Spelling |
| 1993 | Nagroda Młodych Artystów           | Wygrana   | Ulubiona Młoda odsada w serialu telewizyjnym                                          | Jason Priestley, Shannen Doherty, Jennie Garth, Ian Ziering, Gabrielle Carteris, Luke Perry, Brian Austin Green, Tori Spelling |
| 1993 | Nagroda Młodych Artystów           | Nominacja | Najlepszy Młody Aktor występujący cyklicznie w serialu telewizyjnym                   | Cory Tyler |
| 1993 | Nagroda Młodych Artystów           | Wygrana   | Najlepszy Młoda Aktorka występująca cyklicznie w serialu telewizyjnym                 | Dana Barron |
| 1994 | Nagroda Młodych Artystów           | Nominacja | Najlepszy gościnny występ Młodzieżowym serialu telewizyjnym                           | Sabrina Wiener |
| 1998 | Nagroda Młodych Artystów           | Nominacja | Najlepszy występ w dramatycznym serialu telewizyjnym – gościnny występ młodej aktorki | Danielle Keaton |
| 1992 | Złoty Glob                         | Nominacja | Najlepszy dramatyczny serial telewizyjny                                              | – |
| 1993 | Złoty Glob                         | Nominacja | Najlepszy dramatyczny serial telewizyjny                                              | – |
| 1993 | Złoty Glob                         | Nominacja | Najlepszy aktor w serialu dramatycznym                                                | Jason Priestley |
| 1995 | Złoty Glob                         | Nominacja | Najlepszy aktor w serialu dramatycznym                                                | Jason Priestley |
| 1992 | Hiszpańskie TP de Oro              | Wygrana   | Najlepszy zagraniczny serial                                                          | – |
| 1993 | Hiszpańskie TP de Oro              | Wygrana   | Najlepszy zagraniczny serial                                                          | – |
| 1995 | ASKAW Muzyka Filmowa i Telewizyjna | Wygrana   | Top serial telewizyjny                                                                | – |
| 1995 | Emmy                               | Nominacja | Wybitny gościnny występ Aktora w dramatycznym serialu telewizyjnym                    | Milton Berle |
| 1996 | BMI Nagroda Filmowa i telewizyjna  | Wygrana   | BMI Telewizyjna Nagroda Muzyczna                                                      | – |
| 1999 | Teen Choice Awards                 | Nominacja | Najlepsza Aktorka telewizyjna                                                         | Jennie Garth |
| 2004 | TV Land Award                      | Nominacja | Ulubiony „ślepo zakochany” człowiek                                                   | – |
| 2004 | TV Land Award                      | Nominacja | Ulubiony facet                                                                        | Luke Perry |
| 2006 | TV Land Award                      | Nominacja | Najlepszy Happening ślepo zakochanego człowieka                                       | – |
| 2007 | TV Land Award                      | Nominacja | Rozpad czegoś co było dobre i złe (związku)                                           | Luke Perry i Shannen Doherty                                                                                                   |